# Tau Ceti
Tau Ceti (τ Cet / τ Ceti) es una estrella en la constelación Cetus similar al sol en masa y tipo espectral. A poco menos de doce años luz de distancia del sistema solar, es una estrella relativamente cercana. Es un astro de bajo contenido metálico, de lo que se deduce su baja probabilidad de albergar planetas del tipo terrestre en su sistema. Las observaciones astronómicas han detectado más de diez veces la cantidad de objetos y polvo estelar rodeando la estrella en relación con el sistema solar. La estrella aparenta ser estable, con pequeñas variaciones estelares.
Tau Ceti tiene cuatro planetas confirmados, los cuales son mayores que la Tierra; podría haber otros cuatro planetas más, entre los cuales uno con una masa superior a la joviana. Debido a la existencia de un disco de escombros cualquier eventual planeta orbitando en este sistema tiene una probabilidad mucho mayor que la Tierra de sufrir colisiones pero, a pesar de este problema para la habitabilidad planetaria, las similitudes con nuestro Sol y su estabilidad han despertado un amplio interés, manteniendo a la estrella en la lista de objetivos del SETI.
Tau Ceti no tiene un nombre tradicionalmente reconocido como otras estrellas destacadas, aunque puede verse a simple vista como una estrella de tercera magnitud. Visto desde Tau Ceti el Sol sería igualmente una estrella de tercera magnitud en la constelación de Bootes.

## Movimiento
El movimiento propio de una estrella es la cantidad de movimiento a través de su esfera celeste, determinada al comparar su posición relativa respecto del objeto de fondo más lejano. Se considera a Tau Ceti una estrella de alto movimiento propio, ya que su cambio anual de posición es de dos segundos de arco. El movimiento de más de un grado de arco requiere varios miles de años. Una alta movilidad propia es indicativa de su proximidad al Sol,
ya que las estrellas vecinas pueden atravesar un arco angular celeste más rápidamente que las lejanas, y son buenas candidatas para los estudios de paralaje. En el caso de Tau Ceti, la medición del paralaje indica una distancia de 11,9 años luz, lo que la convierte en una de las estrellas más cercanas al sistema solar, y la más cercana dentro del tipo espectral «G» luego de Alfa Centauri.
La velocidad radial de una estrella representa su movimiento al alejarse o acercarse al Sol. A diferencia del movimiento propio, la velocidad radial no puede ser observada directamente, pero puede determinarse mediante mediciones del espectro. Debido al efecto Doppler, las líneas de absorción en el espectro de la estrella variarán al rojo (longitudes de onda más largas) si el astro se aleja del observador, o hacia el azul (longitudes más cortas) si se acerca. En el caso de Tau Ceti la velocidad radial es aproximadamente −17 km/s, donde el signo negativo indica que se aproxima al Sol.
La distancia a Tau Ceti, junto con su movimiento propio y su velocidad radial, permite calcular el movimiento de la estrella a través del espacio. La velocidad espacial relativa al Sol es de aproximadamente 37 km/s, resultado que puede utilizarse para calcular el patrón orbital de Tau Ceti a través de la Vía Láctea. La distancia al centro principal de la galaxia es de 9,7 kiloparsecs (32 000 años luz) y su excentricidad orbital es de 0,22.

## Propiedades físicas

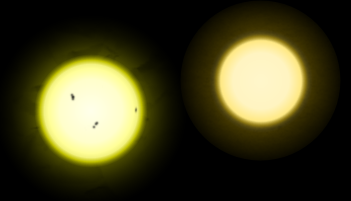
El Sol (izquierda) es de mayor tamaño y algo más caliente que Tau Ceti (derecha).

Se cree que el sistema de Tau Ceti posee un único componente estelar. Se ha observado una acompañante tenue desde el punto de vista óptico, que está vinculada gravitacionalmente, pero ubicada a más de diez segundos de arco de la primaria. No se han deducido perturbaciones astrométricas o de la velocidad radial, lo que sugiere que la estrella no pose una acompañante de importancia en una órbita cercana, tal como un «Júpiter caliente».
La mayor parte del conocimiento relativo a Tau Ceti se ha obtenido mediante mediciones espectroscópicas, comparando el espectro con modelos informáticos de la evolución estelar para permitir estimar su edad, masa, radio y luminosidad. De todas formas, mediante el uso de un interferómetro astronómico se pueden obtener mediciones del radio estelar en forma directa, ya que emplean referencias que permiten medir ángulos mucho menores que los que permite la definición de un telescopio convencional. Por este medio, el radio de Tau Ceti se ha calculado en 81,6 ± 1,3 % del radio solar, lo que representa el tamaño esperado para una estrella de masa algo menor al sol. Mediciones de interferómetro anteriores, de menor precisión, habían supuesto 77,3 ± 0,4 % del radio solar.

### Rotación
El período de rotación de Tau Ceti se midió gracias a variaciones periódicas en las líneas H y K de absorción del calcio ionizado. Tales líneas están íntimamente asociadas a la actividad magnética superficial. por lo que la medición de los períodos de variación considera el tiempo requerido por los sitios de actividad magnética para completar una vuelta completa sobre la estrella. Por este método la rotación se ha estimado en 34 días. Debido al efecto Doppler, la velocidad de rotación afecta el ancho de las líneas de absorción del espectro, por lo que analizando tales líneas es posible estimar la velocidad de rotación. En el caso de Tau Ceti, la velocidad de rotación se deduce de:
{\displaystyle {\begin{smallmatrix}v_{eq}\cdot \sin i\ \approx \ 1\ {\text{km/s}}\end{smallmatrix}}}.
donde veq es la velocidad ecuatorial, e i es el ángulo de inclinación del eje de rotación respecto del plano del observador. Para una estrella típica G8, la velocidad de rotación es aproximadamente 2.5 km/s, por lo que la relativamente baja velocidad de rotación deducida para Tau Ceti sugiere que la estamos viendo en una dirección casi paralela a su eje polar.

### Metalicidad
La composición química de una estrella provee indicios importantes sobre su historia evolutiva, incluyendo su edad. El medio interestelar de polvo y gas del que se generaron las estrellas está compuesto principalmente de hidrógeno y helio, con trazas de elementos más pesados. Como las estrellas vecinas continúan su evolución y mueren, siembran el medio interestelar con crecientes proporciones de elementos pesados. En consecuencia, las estrellas más jóvenes tenderán a poseer mayor proporción de elementos pesados que aquellas más viejas. Los astrónomos denominan a esta porción de elementos pesados «metalicidad».
La metalicidad de una estrella se mide en términos de cantidad de hierro en relación con el hidrógeno. El logaritmo de la abundancia relativa de hierro se compara con el Sol, y en el caso de Tau Ceti, la metalicidad atmosférica es aproximadamente:
{\displaystyle {\begin{smallmatrix}\left[{\frac {Fe}{H}}\right]=-0.50\end{smallmatrix}}}
o sea un tercio de la solar. Mediciones anteriores variaron desde -0.13 a -0.60.
Esta baja presencia de hierro indica que Tau Ceti es cuando menos, más vieja que el Sol: su edad estimada es aproximadamente 1010 años, comparada con 4.5710 del Sol. Diez mil millones de años representan una porción substancial de la edad del universo visible, aunque estimaciones computadas de la edad de la estrella varían entre 4,410 y 1210 años, según el modelo adoptado.

### Luminosidad y variabilidad
La luminosidad de Tau Ceti es equivalente a solo el 55 % de la solar. Un planeta terrestre debería orbitar la estrella a una distancia algo menor a 0,7 unidades astronómicas a fin de conseguir el nivel de iluminación solar de la tierra. Esto representa menos que la distancia promedio entre Venus y nuestro sol.
La cromosfera de Tau Ceti —la porción de la atmósfera estelar sobre la fotosfera emisora de luz — muestra por lo general nula o muy baja actividad magnética, indicando que se trata de una estrella estable. Un estudio de nueve años de la temperatura, granulometría y cromosfera no arrojó variaciones significativas: las emisiones del ion Calcio alrededor de las bandas infrarrojas H y K mostraron un posible ciclo de 11 años, en forma muy similar al Sol. Se ha sugerido también que puede encontrarse en un período de baja actividad análogo a un mínimo de Maunder.
Los perfiles espectrales de Tau Ceti son extremadamente estrechos, indicando la ausencia de turbulencias y la baja velocidad de rotación.

### Disco de escombros
En 2004 un equipo de astrónomos británicos liderados por Jane Greaves descubrió que Tau Ceti tiene más de 10 veces la cantidad de material cometario y asteroides orbitando que nuestro sol, midiendo el disco de polvo frío alrededor de la estrella producido por la colisión entre estos pequeños cuerpos.
Este hallazgo pone en duda la posibilidad de encontrar vida en el sistema, considerando las consecuencias para un planeta con una tasa de impactos de objetos estelares diez veces mayor a la Tierra. Greaves remarcó en ocasión del descubrimiento:

Es probable que cualquier eventual planeta experimente un constante bombardeo de asteroides del tipo que se cree terminó con los dinosaurios
Jane Greaves

Con Tau Ceti se demuestra que las estrellas de cierta edad no necesariamente pierden sus grandes discos de escombros, un angosto cinturón frecuente en prácticamente todas las de tipo solar. El cinturón de Tau Ceti tiene una densidad de 1/20 del de su joven vecina, Épsilon Eridani.  La relativa pérdida de escombros alrededor del sol puede constituir un caso inusual: un equipo de investigación ha sugerido que el sol puede haber pasado cerca de otra estrella al principio de su evolución, perdiendo la mayoría de sus cometas y asteroides. El descubrimiento de estrellas con grandes discos de escombros ha modificado el concepto de la formación de los planetas: estos discos, donde se genera polvo estelar en forma continua debido a las frecuentes colisiones parecen ser el principal formador de planetas.
Los escombros serán muy útiles si exploradores y colonos humanos de la Tierra quisieran construir estaciones espaciales y hábitats artificiales en órbita alrededor de Tau Ceti.

## Búsqueda de planetas y vida
El principal factor que impulsa la investigación sobre Tau Ceti son sus características de similitud con el Sol y su consecuente posibilidad de existencia de planetas y vida extraterrestre. Hall y Lockwood estiman que los conceptos de «analogía solar» y  «gemelos solares» se aplican cada vez con mayores restricciones. Tau Ceti se asemeja mucho al Sol en masa y estabilidad, pero difiere en la falta relativa de metales. Las similitudes han inspirado por décadas distintas alusiones a la estrella en la cultura popular, así como en la investigación científica.
Por otro lado, Tau Ceti ha sido objeto de búsqueda de planetas de baja velocidad radial, sin resultados positivos al principio. La precisión lograda en la búsqueda investigó velocidades de 11 m/s y más, durante un lapso de cinco años. Los resultados excluían la presencia de Júpiters calientes, y cualquier planeta con masa igual o mayor a Júpiter o con períodos orbitales menores a 15 años. Una exploración de estrellas cercanas, completada en 1999 por eltelescopio espacial Hubble, no logró descubrir acompañantes para Tau Ceti.
Tales exploraciones han excluido únicamente grandes enanas marrones y planetas gigantes sin descartar cuerpos más pequeños, del tipo de la tierra en órbita alrededor de la estrella. De haber existido "Jupiteres calientes" en una órbita cercana, con toda probabilidad hubiesen perturbado la zona habitable del sistema estelar; por consiguiente, su exclusión ha sido algo positivo para la posibilidad de encontrar planetas similares a la Tierra. La búsqueda global había mostrado una correlación positiva entre la presencia de planetas extrasolares y una estrella madre de alta metalicidad, sugiriendo que las estrellas con baja proporción de hierro como Tau Ceti tenían poca probabilidad de albergar planetas. La evidencia de un angosto cinturón de escombros incrementaba la posibilidad de que uno o más planetas rocosos orbitaran la estrella, aunque también representaba un escenario de fuerte bombardeo de objetos estelares. Siempre se esperaba que si tales planetas se encontraban, tras subsecuentes búsquedas o con telescopios de mayor definición, el siguiente desafío sería hallar agua atmosférica y temperaturas que posibilitaran la vida. La vida primitiva puede revelarse por la composición atmosférica, aún en sus aspectos inorgánicos, tal como la presencia de oxígeno es un indicador de vida en la tierra.
Esto parece haber cambiado el día 19 de diciembre de 2012, cuando se anunció la posible existencia de un sistema planetario de cinco planetas orbitando esta estrella. Las masas estimadas para ellos oscilan entre 2 y más de 6,5 veces la masa de la Tierra y su período orbital va de los 14 días a los 640 días. Dos de ellos (Tau Ceti e y Tau Ceti f por un margen pequeño) parecen hallarse dentro de la zona habitable de Tau Ceti al ser esta más débil que el Sol:
| Nombre | Masa (MT)   | Semieje mayor (UA) | Período orbital (días) | Excentricidad |
| ------ | ----------- | ------------------ | ---------------------- | ------------- |
| b      | 2,00 ± 0,79 | 0,105 ± 0,006      | 13,965 ± 0,02          | 0,16 ± 0,22   |
| c      | 3,11 ± 1,40 | 0.195 ± 0,01       | 35,362 ± 0,1           | 0,03 ± 0,22   |
| d      | 3,50 ± 1,59 | 0.374 ± 0,02       | 94,11 ± 0,7            | 0,08 ± 0,26   |
| e      | 4,29 ± 2,00 | 0.552 ± 0,02       | 168,12 ± 2,0           | 0,05 ± 0,2    |
| f      | 6,67 ± 3,50 | 1.35 ± 0,1         | 642 ± 30               | 0,03 ± 0,3    |

### SETI y elHabCat

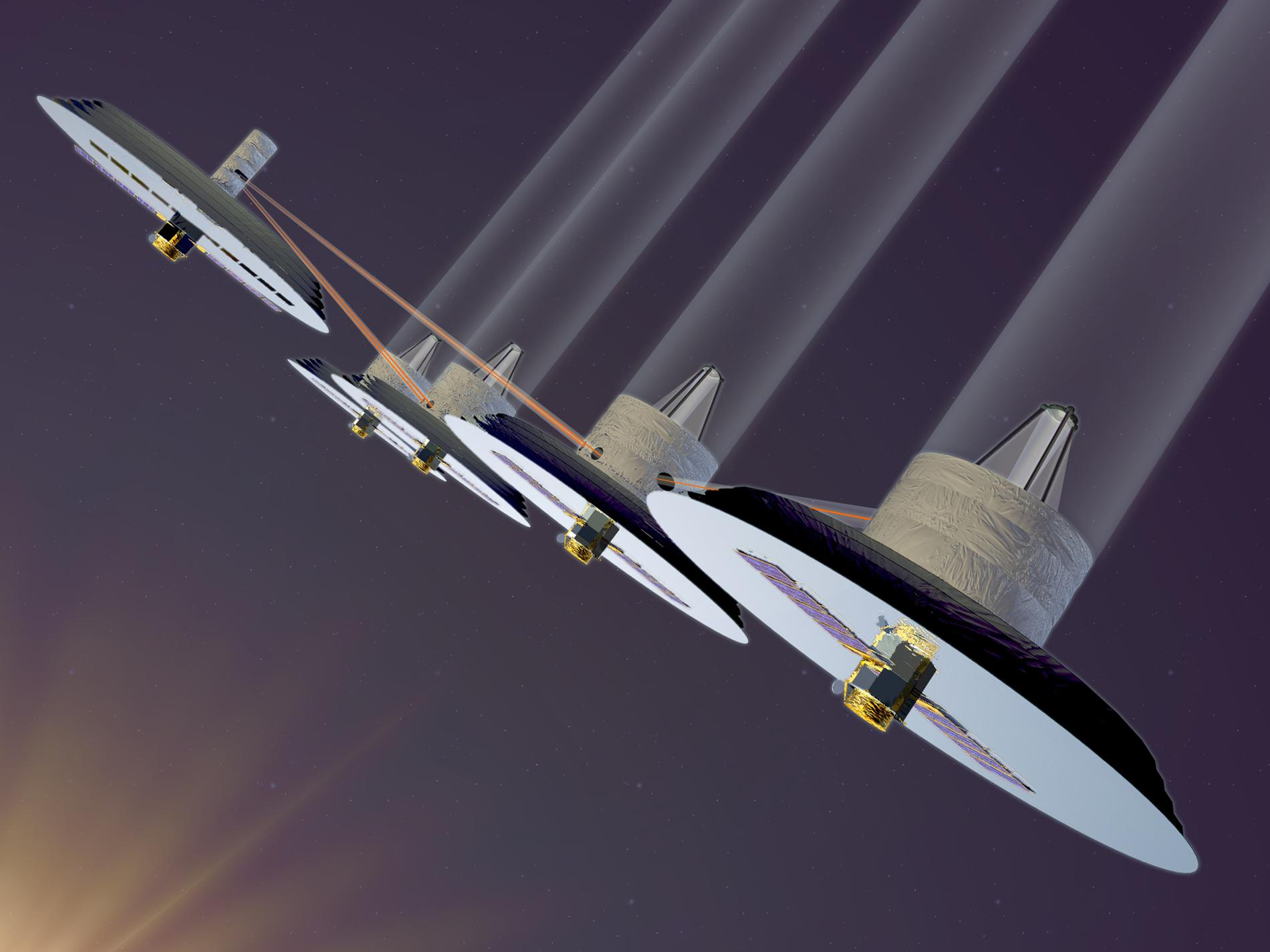
Tau Ceti puede ser un objetivo de búsqueda para el Terrestrial Planet Finder.

El proyecto de exploración más optimista fue el Proyecto Ozma, dirigido a la búsqueda de inteligencia extraterrestre, (SETI) mediante el examen de estrellas seleccionadas para hallar indicadores de señales artificiales de radiofrecuencia. El proyecto fue iniciado por el astrónomo Frank Drake, quien eligió a Tau Ceti y Épsilon Eridani como objetivos iniciales. Ambas estrellas se ubican en las cercanías astronómicas del Sol y son físicamente similares. No se encontraron señales artificiales, a pesar de las 200  horas de observación realizadas. Búsquedas posteriores en el espectro de radiofrecuencia también arrojaron resultados negativos.
La ausencia de resultados menguó el interés en la búsqueda de señales de vida en Tau Ceti, pero en el año 2002 los astrónomos Margaret Turnbull y Jill Tarter desarrollaron el «Catálogo de sistemas habitables cercanos» («HabCat») bajo el auspicio del Proyecto Phoenix, otra investigación SETI. La lista contiene más de 17 000 sistemas teóricamente habitables, aproximadamente un 10 % de los sistemas cercanos. Al año siguiente, Turnbull refinó la lista destacando los 30 sistemas más prometedores entre los 5000 investigados dentro de un radio de 100 años luz del sistema solar, incluyendo Tau Ceti, que formarán parte de la búsqueda básica de radiofrecuencias con el Allen Telescope Array. También seleccionó a Tau Ceti dentro de una lista básica de cinco estrellas factibles de ser investigadas mediante el Terrestrial Planet Finder, subrayando que «estos son lugares donde yo viviría si Dios hubiera puesto a nuestro planeta alrededor de otra estrella».

## Vecindad
Tau Ceti es una estrella del hemisferio sur, en la constelación Cetus (Ballena): asumiendo perfectas condiciones visuales es visible sobre la latitud 75°N. La constelación es grande, y se halla justo al sur del ecuador celeste. Otras estrellas visibles son la variable Mira y otras que a pesar de encontrarse en la misma dirección desde la Tierra, no están físicamente cercanas unas de otras: por ejemplo la gigante naranja Beta Ceti, la más brillante de la constelación, está aproximadamente a 100 años luz del Sol, casi 10 veces más lejos que Tau Ceti. La mayoría de las estrellas cercanas a Tau Ceti son débiles y no pueden apreciarse a simple vista, entre ellas YZ Ceti y Luyten 726-8.

## En la ficción
- Tanto en el Arco de "El Colegio Infinito" del manga, como en su equivalente en el anime, la temporada Sailor Moon S, pertenecientes a la metaserie Sailor Moon, los enemigos que amenazan la Tierra; Faraón 90, Mistress 9, los Death Busters y las Witches 5 provienen de Tau Ceti.

- En las sagas de los robots y de la Fundación de Isaac Asimov, el planeta Aurora y sus dos lunas del tamaño de asteroides orbitan Tau Ceti.

- En la novela Aurora, de Kim Stanley Robinson, los personajes viajan hacia Tau Ceti.[41]

- En la Guía del Autoestopista Galáctico existe un mundo conocido como Sirius Tau Ceti colonizado o construido por la Corporación Cibernética Sirius.

- En la saga de novelas de ciencia ficción de Harry Turtledove Worldwar, el segundo planeta de Tau Ceti es el lugar de origen de los alienígenas de aspecto reptiliano que se llaman a sí mismos La Raza (The Race en inglés), que invaden y tratan de conquistar la Tierra mientras en ella está teniendo lugar la Segunda Guerra Mundial.

- En la novela Los desposeídos, de Ursula K. Le Guin, los planetas gemelos Urras y Anarres orbitan alrededor de Tau Ceti.

- En el juego denominado "Lifeline", para dispositivos móviles, Tau Ceti es la fuente de luz del lugar en el que se encuentra varada Taylor, la protagonista del juego, tras un choque de su nave espacial.

- En la película Barbarella de 1968, la protagonista viaja a este sistema estelar, donde hay al menos un planeta completamente habitable por el ser humano.

- En el videojuego Warframe (2013), el Imperio Orokin envía robots autorreplicantes a Tau Ceti para terraformar los planetas. Luego regresan al Sistema de Origen (sistema solar) como una raza llamada "Sentients", eliminando a sus creadores Orokin.

- En la novela Proyecto Hail Mary (2021), de Andy Weir, la acción se desarrolla alrededor de un planeta que órbita en torno a Tau Ceti.